# Minnie Walton

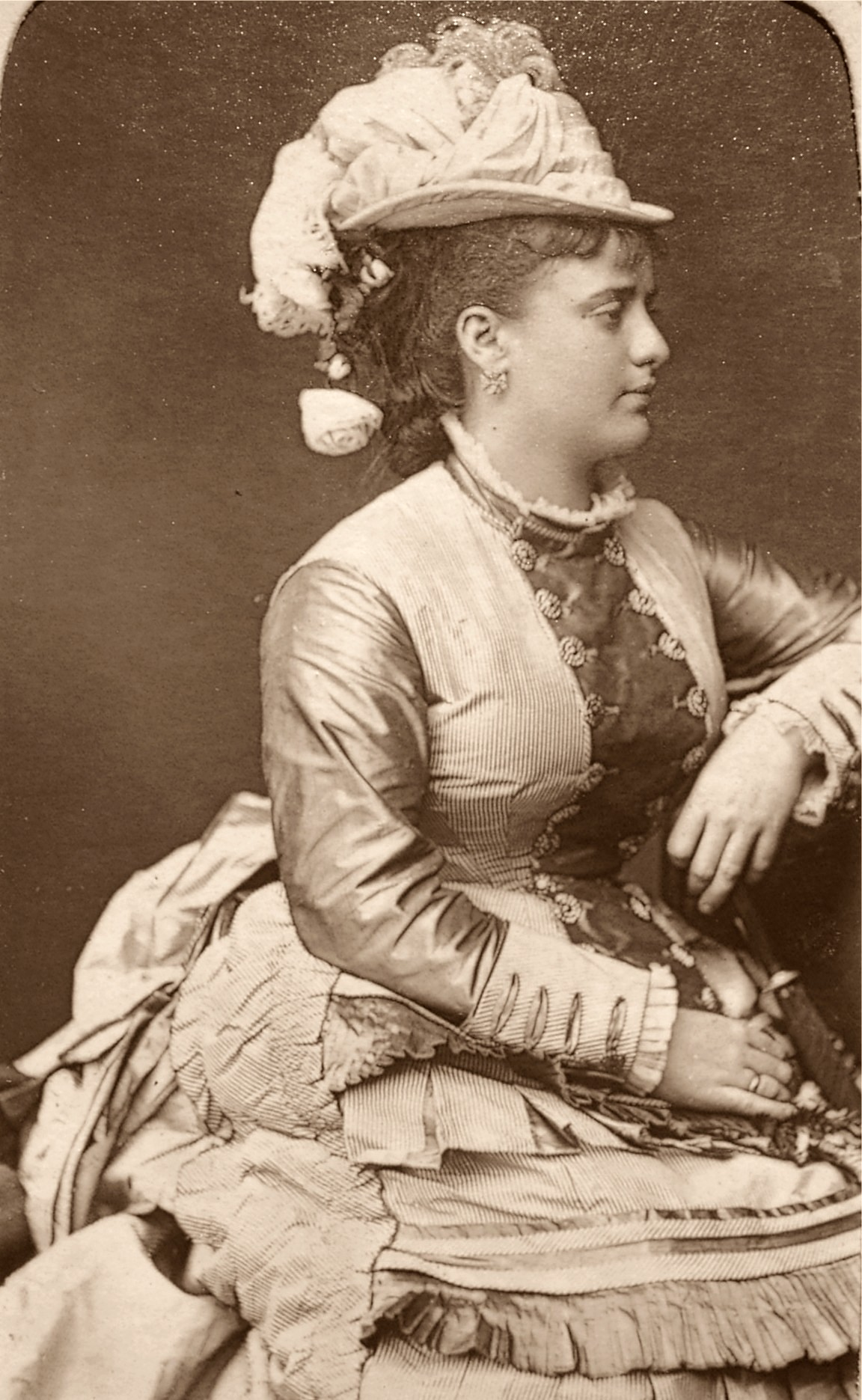
Minnie Walton

Minnie Walton (* 1852 in Sydney; † 1879 in San Francisco) war eine australisch-amerikanische Sängerin und Schauspielerin.

## Leben und Wirken
Walton begann ihre Laufbahn als Sängerin und trat 1867 in William Saurin Lysters Operntruppe an der Seite von Sängern wie Henry Squires und Lucy Escott auf. 1868 heiratete sie Williams Bruder Frederick Lyster, der im Management der englischsprachigen Company der Gruppe tätig war. Im gleichen Jahr reiste sie mit der Truppe in die USA und debütierte als Schauspielerin in Maguire's Opera House in San Francisco als Elly O’Connor in Dion Boucicaults The Colleen Bawn.
Von 1869 bis 1873 gehörte sie dem Ensemble des California Theatre an, dazwischen trat sie 1870 im New Yorker Wood's Museum mit Lydia Thompsons Truppe in Paris, Or the Apple of Discord auf. 1873 trat sie in Augustin Dalys Fifth Avenue Theatre auf, arbeitete mit J. K. Emmet zusammen und spielte im Grand Opera House die Rose in A Flash of Lightning.
Es folgte eine Tournee durch die USA und ein Englandaufenthalt mit Edward Askew Sothern, bei der sie 1874 im Londoner Haymarket Theatre die Mary Meredith in Our American Cousin spielte. Danach reiste sie mit Lytton Sothern nach Australien. Von dort kehrte sie nach San Francisco zurück, wo sie 1879 im Alter von 27 Jahren starb.